# SSL 시리즈
SSL 시리즈(SSL Series)는 SPO TV 게임즈가 주최, 주관하는 스타크래프트 브루드워, 스타크래프트 II 공식 대회이다.

## 개요
2015년 스타크래프트 II 월드 챔피언십 시리즈의 개편에 따라 스타크래프트 II 스타리그라는 명칭으로 신설되었으며, 글로벌 스타크래프트 II 리그와 병행하여 글로벌 프리미어 리그로 진행되었다.
2016 시즌 이후 SPOTV GAMES가 2017년 월드 챔피언십 시리즈 진행을 포기, 대회가 폐지되었다.
2017년 2월 28일 SPOTV GAMES가 스타크래프트 II 스타리그를 SSL 프리미어, SSL 챌린지로 재개최 및 스타크래프트 브루드 워 리그인 SSL 클래식 신설을 공식 발표, 리그 명칭 또한 SSL 시리즈로 변경하였다.

## 대회 방식

### 2015년 시즌 1 ~ 시즌 3
SSL은 예선, 챌린지, 본선의 3단계로 구성되어 있다.
- 예선

참가인원을 조별로 나눠 조별 토너먼트를 진행한 뒤, 각 조에 4명이 남으면 듀얼 토너먼트 방식으로 2명을 선발해 총 24명이 챌린지에 진출한다.
- 챌린지

예선 통과자 24명과 전 시즌 8강 진출자 4명을 합한 28명이 1:1 5판 3선승제 경기를 치러 승자가 본선으로 진출한다.
- 본선

전 시즌 4강 진출자 4명과 챌린지 통과자 12명을 합해 16강부터 진행한다. 16강에서는 4조로 나누어 듀얼 토너먼트 방식 조별 리그를 진행하고, 8강부터 싱글 토너먼트로 진행한다. 8강 진출자는 다음 시즌 챌린지 진출이, 4강 진출자는 본선 진출이 보장된다.

### 2016년 시즌 1
- 예선

참가인원을 조별로 나눠 조별 토너먼트를 진행한 뒤, 각 조에 4명이 남으면 듀얼 토너먼트 방식으로 2명을 선발해 총 16명이 본선에 직행한다.
- 본선

16강부터 8강까지는 싱글토너먼트, 4강은 듀얼토너먼트 방식이였으나 1월 13일부로 16강 더블엘리미네이션 방식으로 바뀌었다.

### 2016년 시즌 2
- 예선

참가인원을 조별로 나눠 조별 토너먼트를 진행한 뒤, 각 조에 4명이 남으면 듀얼 토너먼트 방식으로 2명을 선발해 총 24명이 챌린지에 직행한다.
- 챌린지

예선 통과자 24명이 6인 1조로 구성된 총 4개의 조에 편성되어 단판 풀 리그를 두 번 치른다. 모든 경기를 치른 후 각 조 1,2,3위가 본선으로 진출한다.
- 본선

전 시즌 4강 진출자 4명과 챌린지 통과자 12명을 합해 16강부터 진행한다. 16강에서는 4조로 나누어 듀얼 토너먼트 방식 조별 리그를 진행하고, 8강부터 싱글 토너먼트로 진행한다.

## 스타크래프트 II 스타리그 우승자 상징
- 우승 반지 : 우승자에게 수여되는 반지로 우승자의 추첨을 통해 팬 1명에게도 증정될 예정이다.
- 영광의 손 : 우승자의 오른손을 본따 환조형식으로 만든 손으로 넥슨아레나 '스타리그 챔피언스존'에 전시될 예정이다.

## 정규 리그
- 네이버 스타크래프트 II 스타리그 2015 시즌 1
- 스베누 스타크래프트 II 스타리그 2015 시즌 2
- 스베누 스타크래프트 II 스타리그 2015 시즌 3
- 스타크래프트 II 스타리그 2016 시즌 1
- 스타크래프트 II 스타리그 2016 시즌 2
- 진에어 SSL 시리즈 2017 시즌 1

## 스타크래프트 II 스타리그 기록
- 스타크래프트 II 스타리그 첫 경기 : 하재상  P vs 정명훈 T (네이버 스타크래프트 II 스타리그 2015 시즌 1 16강 A조 1경기 1세트)[1]
- 스타크래프트 II 스타리그 100번째 세트 : 김대엽 P vs 김준호 P (스베누 스타크래프트 II 스타리그 2015 시즌 2 16강 D조 승자전 3세트)
- 스타크래프트 II 스타리그 200번째 세트 : 백동준 P vs 김명식 P (스베누 스타크래프트 II 스타리그 시즌 3 16강 B조(Dream조) 패자전 2세트)
- 스타크래프트 II 스타리그 첫 경기 사용 맵 : 세종과학기지
- 스타크래프트 II 스타리그 첫 경기 경기시간 : 29분 27초
- 스타크래프트 II 스타리그 첫 우승자 : 조성주(네이버 스타크래프트 II 스타리그 2015 시즌 1)
- 스타크래프트 II 스타리그 첫 번째 승자 : 하재상
- 스타크래프트 II 스타리그 첫 번째 8강 : 이동녕
- 스타크래프트 II 스타리그 첫 번째 5전 3선승제 스윕 승자 : 조성주 (네이버 스타크래프트 II 스타리그 2015 시즌 1 8강 A조 vs 이동녕)
- 스타크래프트 II 스타리그 첫 번째 7전 4선승제 스윕 승자 : 조중혁 (스베누 스타리그 2015 시즌 2 4강 A조 vs 김준호)
- 스타크래프트 II 스타리그 첫 번째 4강 : 조성주 (네이버 스타크래프트 II 스타리그 2015 시즌 2 8강 A조 vs 이동녕)
- 스타크래프트 II 스타리그 첫 번째 결승 진출자 : 조성주
- 스타크래프트 II 스타리그 첫 번째 2회 연속 결승 진출자 : 조중혁
- 스타크래프트 II 스타리그 첫 테테전 결승 : 조성주 대 조중혁 (네이버 스타크래프트 II 스타리그 2015 시즌 1)
- 스타크래프트 II 스타리그 첫 테프전 결승 : 조중혁 대 김도우(스베누 스타리그 2015 시즌 2)
- 스타크래프트 II 스타리그 첫 프저전 결승 : 한지원 대 김준호(스베누 스타리그 2015  시즌 3)
- 스타크래프트 II 스타리그 첫 저저전 결승 : 박령우 대 강민수(스타리그 2016 시즌 2)
- 스타크래프트 II 스타리그 첫 팀킬전 결승 : 조중혁 대 김도우(스베누 스타리그 2015 시즌 2)[2]
- 스타크래프트 II 스타리그 첫 테란 우승자 : 조성주(네이버 스타크래프트 II 스타리그 2015 시즌 1)
- 스타크래프트 II 스타리그 첫 프로토스 우승자 : 김도우 (스베누 스타크래프트 II 스타리그 2015 시즌 2)
- 스타크래프트 II 스타리그 첫 저그 우승자 : 박령우 (스타크래프트 II 스타리그 2016 시즌 1)
- 스타크래프트 II 스타리그 첫 번째 2회 연속 준우승자: 조중혁
- 스타크래프트 II 스타리그 최장경기 시간 : 전태양 T vs 박령우 Z 44분 7초 (네이버 스타크래프트 II 스타리그 2015 시즌 1 16강 D조 1경기 1세트, 2015년 7월 8일 기준)
- 스타크래프트 II 스타리그 최단경기 시간 : 조지현 P vs 주성욱 P 1분 47초 (스타크래프트 II 스타리그 2016 시즌 2 8강 4경기 1세트, 2016년 9월 1일 기준)
- 스타크래프트 II 스타리그 첫 야외 결승전 : 스베누 스타크래프트 II 스타리그 2015 시즌 3 (세빛섬→ 어린이 대공원 숲속의 무대)

## 역대 결승전

### 스타크래프트 II
| 회차 | 연도 | 리그 명칭                                   | 우승자 | 경기 결과 | 승패 현황      | 준우승자 |
| ---- | ---- | ------------------------------------------- | ------ | --------- | -------------- | -------- |
| 1    | 2015 | 네이버 스타크래프트 II 스타리그 2015 시즌 1 | 조성주 | 4 : 1     | 승승패승승     | 조중혁   |
| 2    | 2015 | 스베누 스타크래프트 II 스타리그 2015 시즌 2 | 김도우 | 4 : 1     | 승패승승승     | 조중혁   |
| 3    | 2015 | 스베누 스타크래프트 II 스타리그 2015 시즌 3 | 김준호 | 4 : 2     | 승승패승패승   | 한지원   |
| 4    | 2016 | 스타크래프트 II 스타리그 2016 시즌 1        | 박령우 | 4 : 2     | 승승패승패승   | 김대엽   |
| 5    | 2016 | 스타크래프트 II 스타리그 2016 시즌 2        | 강민수 | 4 : 3     | 패승패승승패승 | 박령우   |
| 6    | 2017 | 진에어 SSL 시리즈 2017 프리미어 시즌 1      | 이신형 | 4 : 1     | 패승승승승     | 강민수   |

### 스타크래프트
| 회차 | 연도 | 리그 명칭                            | 우승자 | 경기 결과 | 승패 현황 | 준우승자 |
| ---- | ---- | ------------------------------------ | ------ | --------- | --------- | -------- |
| 1    | 2017 | 진에어 SSL 시리즈 2017 클래식 시즌 1 | 김정우 | 3 : 1     | 패승승승  | 윤용태   |

## 같이 보기
- 글로벌 스타크래프트 II 리그
- 스타크래프트 프로리그